# Dahlem (Luxemburg)
Dahlem (en luxemburguès: Duelem) és una vila de la comuna de Garnich del districte de Luxemburg al cantó de Capellen. Està a uns 13 km de distància de la Ciutat de Luxemburg.